# Jeff Nelson (musicien)
Pour les articles homonymes, voir Jeff Nelson et Nelson.
Jeffrey K. Nelson dit Jeff Nelson, né en 1962 en Afrique du Sud, est un batteur américain, essentiellement connu pour être le batteur du groupe punk hardcore Minor Threat.

## Biographie
Jeff Nelson fonde en 1979 avec Ian MacKaye leur premier groupe, The Slinkees qui devient The Teen Idles. Il cofonde aussi avec lui le label indépendant Dischord Records dont le premier disque est Teen Idles. 
Le duo crée aussi les projets Skewbald / Grand Union et Egg Hunt. Nelson joue aussi pour les groupes Feedbag, Three, Wonderama, Senator Flux, High Back Chairs et Fast Piece of Furniture. 
En 1988, il fonde avec MacKaye Pedestrian Press et l'année suivante Adult Swim Records. En 2008, il crée une organisation communautaire appelée Save Our Scott, qui a mené la lutte pour sauver le plus ancien lycée de Toledo, construit en 1912 (le lycée Jessup W. Scott a été sauvé et a subi une rénovation de 42 millions de dollars).